# Prvi bošnjački sabor
Prvi bošnjački sabor, poznat i kao Svebošnjački sabor, održan je u sarajevskom hotelu Holiday Inn 27. i 28. septembra 1993. godine. Organizovalo ga je Vijeće Kongresa bošnjačkih intelektualaca. Istorijski je važan, jer je na njemu promjenjeno nacionalno ime. Muslimani su postali Bošnjaci, a za nacionalni jezik je proglašen bošnjački. Drugi bošnjački sabor održan je 18. jula 1994. godine.
Zasedanju je prisustvovalo ukupno 377 sabornika i 80 poslanika iz Tuzle, Doboja, Zenice, Visokog, Travnika, Mostara, Konjica, Bihaća, Banje Luke, Zagreba i Goražda. Zasedanjem je predsjedovao prof. dr Enes Duraković koji je na uvodnom izlaganju predstavio i predsjednika inicijativnog odbora Aliju Isakovića, predsjednika Predsjedništva Republike Bosne i Hercegovine Aliju Izetbegovića, reisu-l-ulemu ef. Mustafu Cerića, prof. dr Muhameda Filipovića i ministra spoljnih poslova Republike Bosne i Hercegovine dr Harisa Silajdžića. Na Saboru su prisustvovali i turski, iranski i američki ambasador, američki izaslanik, predstavnici islamskih, katoličkih i pravoslavnih verskih institucija itd.
U svom govoru, između ostalog, Alija Isaković je kazao: „U nekim normalnijim okolnostima bilo bi prirodno da ovakvu odluku donese svenarodni referendum, ali u nemogućnosti da to obavimo, osnovne naše institucije (Preporod, Vijeće Kongresa bosanskomuslimanskih intelektualaca, Islamska zajednica i Merhamet) pokrenuli su sazivanje ovog Sabora sa željom da se o ovako krupnim odlukama govori na što je moguće široj osnovi, gdje bi bili zastupljeni predstavnici svih struktura našeg društva i po mogućnosti svih regija.”
Pristupilo se na detaljnu analizu uredbi Ženevskog mirovnog sporazuma. Isticano je da se bira između dva zla: pravednog rata i nepravednog mira. Uloženo je mnogo primedbi na ovaj pravni akt koji je preživeo veliki broj modifikacija, krpljenja i doteranja što je rezultovalo u njegovu pretjeranu opširnost i njegovu pravnu neoubličenost. Alija Izetbegović izneo je svoje viđenje ove stvari.
Ovaj Sabor će u istoriji Muslimana]] u BiH biti zabilježen kao mjesto gdje su proklamovani novi etnički nazivi (ili po bosanskomuslimanskim istoričarima vraćeni stari) — Bošnjak (za muškog pripadnika u jednini), Bošnjakinja (za ženskog pripadnika u jednini), Bošnjaci (za muške pripadnika naroda u množini i generalan naziv) i Bošnjakinje (za ženskog pripadnika naroda u množini).
Jedan od prisutnih novinara toga septembarskog dana je zapisao: „Noć u kojoj je zasjedao Sabor bila je presudna — zaspali smo kao Muslimani, probudili se kao Bošnjaci”. Ovom Deklaracijom Sabor je završio vekovnu raspravu i nesporazume oko termina Musliman koji je muslimansko stanovništvo na tom širem području po njihovom shvatanju lišavao svih prava koje je posedovala svaka etnička skupina kao što je pravo na svoju zemlju, nezavisnost, jezik, kulturu itd.
Prof. dr. Muhamed Filipović se upitao: „Ko smo mi Bošnjaci? Mi Bošnjaci smo onaj deo našega prvobitnog bosanskoga naroda koji kontinuiše svojstvo narodnoga bića ove zemlje, ostvaruje unutar toga bića istorijski smisao i sadržaj ove zemlje i nosi njeno istorijsko i državno pravo. Mi smo, dakle, naslednici onoga šta je Bosna kao zemlja, kao država i kao istorijski subjekat bila i jeste. To naše svojstvo nikoga ne isključuje iz učešća u tom nasleđu i njegovoj perpetuaciji, ali neće da bude žrtva parcijalnih odluka delova prvobitnoga bošnjačkog naroda identifikovati se i vezati za narodnosnu ideju, interese i državno pravo nekih drugih država i naroda”. Filipović ovde aludira na tvrdnju da su bosanski katolici i pravoslavci prvo bili Bošnjaci po narodnosti, ali su se u 19. veku zbog zajedničke religije identifikovali sa Hrvatima, odnosno Srbima.
Sabor je doneo i jednu važnu odredbu: „Da bi produžili i produbili posao potvrđivanja sopstvenoga narodnog bića, njegovog mesta i zadaće u našoj zemlji i u svetu u kojem živimo, način rada i stukture njegovih institucija, kao i pogleda na budućnost našeg naroda i svih ljudi koji žive u našoj otadžbini, odlučujemo da Bošnjački sabor i ubuduće radi kao mesto okupljanja svih Bošnjaka na kojem će se u slobodi mišljenja, poštovanju različitih ubeđenja i uz maksimalnu kompetenciju i odgovornost razmatrati sva najvažnija pitanja života bošnjačkog naroda i naše države i utvrđivati pravci naše nacionalne akcije”.

## Zaključci
Većina poslanika bila je za nastavak rata i odbijanje ženevskog paketa. Argumenti za su bili eventualni prestanak rata, ubijanja, raseljavanja, silovanja i drugih zločina uveliko vršenih nad bosanskim muslimanima. Prednost prihvatanja neki su videli u tome što će Bošnjaci konačno da dobiju jasno određene granice svoga prostora. Argumenti protiv bili su cepanje bošnjačke zemlje, fakt da bi bošnjačka republika držala tek 22% zemljoradničkog bogatstva, legitimacija Republike Srpske i Hrvatske Republike Herceg Bosne, podela BiH po etničkom principu, neizlaženje bošnjačke republike na more i nedostatak međunarodne granice (okruženost srpskom i hrvatskom republikom), onemogućavanje povratka izbeglicama itd. Poslanici su jasno istaknuli Jugoslaviju i Hrvatsku kao agresore na Bosnu i Hercegovinu. Zahtevali su priznanje tog okarakterizovanja, povlačenje agresora sa fronta i isplaćivanje ratne odštete.

## Literatura
- „Prvi Bošnjački Sabor”. vkbi.ba (на језику: бошњачки). Vijeće Kongresa bošnjačkih intelektualaca. Архивирано из оригинала 3. 4. 2016. г. Приступљено 16. 4. 2025.

## Spoljašnje veze
Snimak čitavog Sabora na YouTube-u:
- Prvi deo
- Drugi deo
- Treći deo
- Četvrti deo
- Peti deo